# Myennis cyaneiventris
Espèce
Myennis cyaneiventris est une espèce d'insectes diptères de la famille des Tephritidae.